# Hoëne
L'Hoëne, encore appelée ruisseau de Romigny, est une rivière française qui prend sa source dans la région naturelle du Perche et qui coule dans le département de l'Orne en Normandie. C'est un affluent de la Sarthe en rive gauche, donc un sous-affluent de la Loire par la Sarthe, puis par la Maine.

## Géographie
De 13,3 km de longueur, l'Hoëne prend sa source au sud-est de la forêt domaniale du Perche, sur le territoire de la commune de Champs, dans le département de l’Orne, aux confins de Soligny-la-Trappe. Elle a son confluent avec la Sarthe sur le territoire de La Mesnière.

## Communes traversées
- Département de l'Orne : Champs, Sainte-Céronne-lès-Mortagne, Bazoches-sur-Hoëne, Saint-Hilaire-le-Châtel et La Mesnière

## Hydrologie
L'Hoëne est une rivière assez régulière. Son débit a été observé sur une période de 30 ans (1979-2008), à La Mesnière, localité située au niveau de son confluent avec la Sarthe. Le bassin versant de la rivière y est de 76 km2 soit la totalité de celui-ci.
Le module de la rivière à la Mesnière est de 0,609 m3/s.
L'Hoëne présente des fluctuations saisonnières de débit peu importantes, avec des hautes eaux d'hiver-printemps portant le débit mensuel moyen au niveau de 0,718 à 0,916 m3/s, de décembre à avril inclus (avec un maximum en janvier), et des basses eaux d'été de juillet à début octobre, entraînant une baisse modérée du débit moyen mensuel jusqu'à 0,350 m3/s au mois d'août.
Le VCN3 peut chuter à 0,220 m3/s, en cas de période quinquennale sèche, ce qui reste très confortable pour un aussi petit cours d'eau.
Les crues sont elles aussi modérées, du moins en comparaison avec les autres affluents de la Sarthe. Ainsi les QIX 2 et QIX 5 valent respectivement 4,9 et 6,8 m3par seconde. Le QIX 10 est de 8 m3/s, le QIX 20 de 9,2 m3/s et le QIX 50 de 11 m3/s.
Le débit instantané maximal enregistré a été de 10,8 m3/s le 12 janvier 1993, tandis que la valeur journalière maximale était de 8,14 m3/s le 22 janvier 1995. En comparant le premier de ces chiffres avec les différents QIX de la rivière, il ressort que les crues de janvier 1993 étaient d'ordre cinquantennal, donc assez exceptionnelles.
L'Hoëne est une rivière petite mais régulière et relativement abondante, bien alimentée par les précipitations de la région. La lame d'eau écoulée dans son bassin versant est de 252 millimètres annuellement, ce qui est assez fourni, légèrement inférieur à la moyenne d'ensemble de la France, mais supérieur à la moyenne du bassin de la Sarthe (201 millimètres à Saint-Denis-d'Anjou). Le débit spécifique (ou Qsp) atteint 8,0 litres par seconde et par kilomètre carré de bassin.